# Delademus saccatus
Delademus saccatus är en rundmaskart. Delademus saccatus ingår i släktet Delademus och familjen Neotylenchidae. Inga underarter finns listade i Catalogue of Life.